# Гватемала на Паралимпийских играх
Гватемала на Паралимпийских играх впервые приняла участие в 1976 году на летних Играх в Торонто, и с тех пор принимает участие на всех летних Играх (не участвовали в Играх 1980, 1992, 1996, 2000 годов). На зимних Играх делегация Гватемалы участия не принимала ни разу.
На настоящее время спортсмены Гватемалы завоевали на всех Играх в сумме 2 медали, из них 1 золотую.

## Медальный зачёт

### Медали летних Паралимпийских игр
| Игры                          | Золото         | Серебро        | Бронза         | Всего          | Место          |
| ----------------------------- | -------------- | -------------- | -------------- | -------------- | -------------- |
| 1976 Торонто                  | 0              | 0              | 1              | 1              | 33             |
| 1980 Арнем                    | 0              | 0              | 0              | 0              | —              |
| 1984 Сток-Мандевиль, Нью-Йорк | 0              | 0              | 0              | 0              | —              |
| 1988 Сеул                     | 1              | 0              | 0              | 1              | 38             |
| 1992 Барселона                | не участвовали | не участвовали | не участвовали | не участвовали | не участвовали |
| 1996 Атланта                  | не участвовали | не участвовали | не участвовали | не участвовали | не участвовали |
| 2000 Сидней                   | не участвовали | не участвовали | не участвовали | не участвовали | не участвовали |
| 2004 Афины                    | 0              | 0              | 0              | 0              | —              |
| 2008 Пекин                    | 0              | 0              | 0              | 0              | —              |
| 2012 Лондон                   | 0              | 0              | 0              | 0              | —              |
| 2016 Рио-де-Жанейро           | 0              | 0              | 0              | 0              | —              |
| 2020 Токио                    | 0              | 0              | 0              | 0              | —              |
| Итого                         | 1              | 0              | 1              | 2              |                |